# Georg Petel

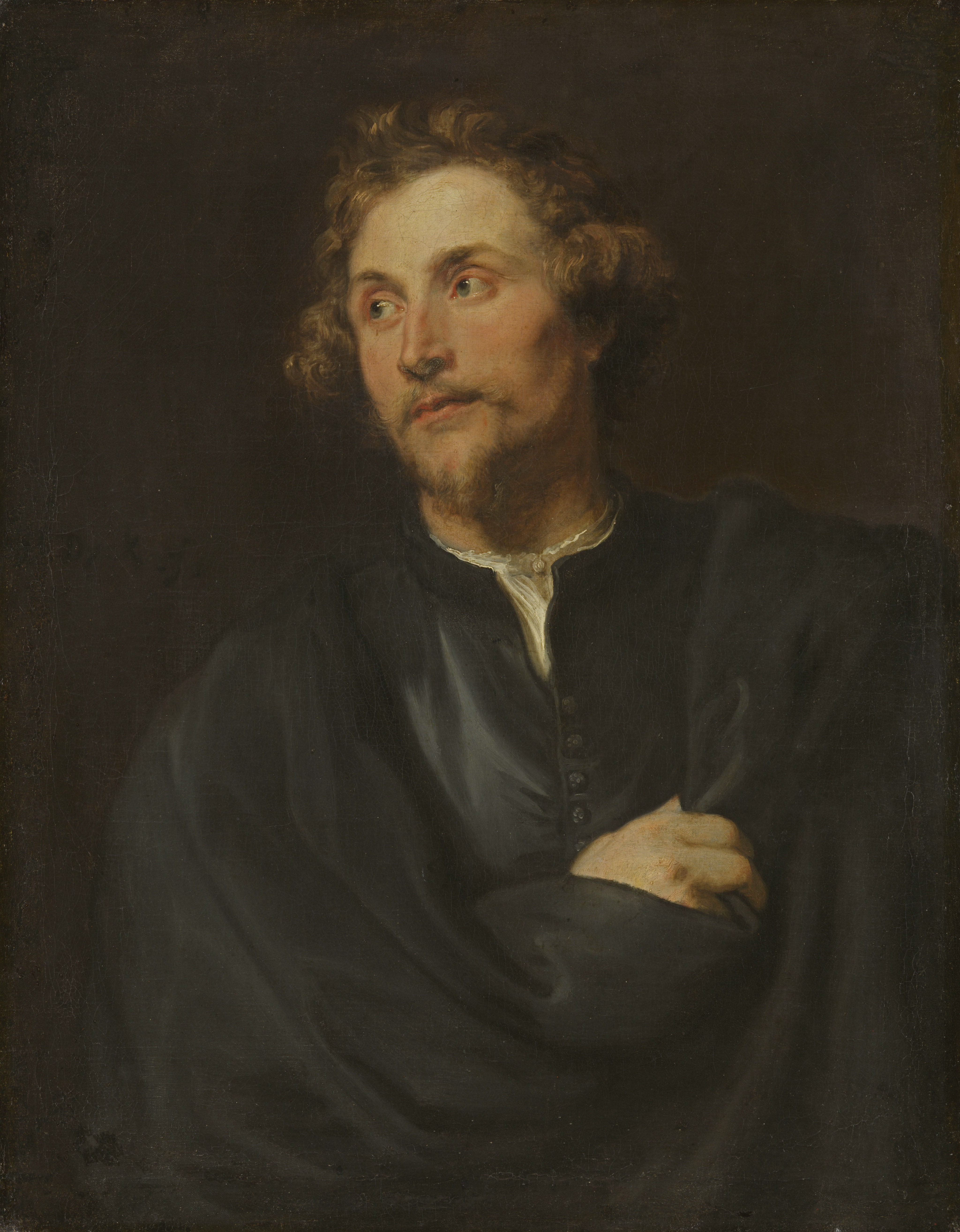
Georg Petel målad av Anthonis van Dyck

Georg Petel, född omkring 1590, död 1634, var en tysk skulptör.
Georg Petel fick sin utbildning genom studieresor i Italien och Nederländerna. Från 1625 var han bosatt i Augsburg, i vars kyrkor han skapade flera skulpturer, varibland de främsta är Smärtornas man i domkyrkan och ett krucifix i Heligkorskyrkan. Av Gustav II Adolf utförde han 1632 en berömd bronsbyst, nu på Nationalmuseum i Stockholm. I sin konst visade Petel såväl formkänsla som karaktäriseringsförmåga, och var influerad så väl av de italienska konstnärerna som Rubens. Efter Rubens backantscener skulpterade han en dryckeskanna i elfenben, bevarad i Wien. Petel har även skapat andra elfenbensarbeten, en del finns i München, ett saltfat med elfenbensgrupp finns på Statens historiska museum.